# Michel Heller
Pour les articles homonymes, voir Heller.
Michel Heller, à l'état-civil Mikhaïl Iacovlevitch Heller (Михаил Яковлевич Геллер), né le 31 août 1922 à Moguilev (actuellement en Biélorussie) et mort le 3 janvier 1997 à Paris 10e, est un historien français d'origine russe. Il utilise également le pseudonyme d'Adam Kruczek.

## Biographie
Mikhaïl Iacovlevitch Heller est né le 31 août 1922 dans une famille juive ouvrière de Moscou.
Il fait des études brillantes à la faculté d'histoire de l'université de Moscou entre 1941 et 1945 et soutient sa thèse en 1946 sur l'histoire des relations germano-russes.
En 1950, à peine marié à Génia, une jeune femme polonaise, et père d'un enfant au berceau, il est arrêté par les autorités soviétiques, condamné à 15 ans de travaux forcés et envoyé dans un camp de travail au nord du Kazakhstan. Libéré au terme de six ans en 1956, il émigre en Pologne où il côtoie notamment Andrzej Drawicz et Andrzej Wajda, puis en France, où il écrit toute son œuvre à partir de 1968, tenant également des chroniques dans plusieurs revues, comme la revue polonaise Kultura, dans La Pensée russe ou encore Le Point.
Il est nommé professeur émérite de l'université Paris IV-Sorbonne, où il enseigne jusqu'en 1990.
Il est mort d'une crise cardiaque, le 3 janvier 1997, quelques mois seulement après avoir achevé sa grande Histoire de la Russie et de son empire, fruit de dix années de travail.

## Publications
- Le Monde concentrationnaire et la littérature soviétique, Lausanne, 1974.
- L'Utopie au pouvoir. Histoire de l'URSS de 1917 à nos jours, avec Aleksandr Nekrich (en), Paris, Calmann-Lévy, 1982.
- Sous le regard de Moscou : Pologne 1980-1982, Paris, 1982.
- La Machine et les rouages, Paris, 1985.
- 70 ans qui ébranlèrent le monde, Paris, 1987.
- Le Septième Secrétaire. Splendeur et misère de Mikhaïl Gorbatchev, Paris, 1990.
- Histoire de la Russie et de son Empire, 2015, Éd. Tempus Perrin,  (ISBN 978-2262051631) ; anc. Flammarion, coll. « Champs », 1997, 986 p.  (ISBN 2-08-081410-9);
nouvelle édition : Michel Heller (trad. du russe par Anne Coldefy-Faucard), Histoire de la Russie et de son empire, Paris, Flammarion, coll. « Champs Histoire », 2009 (1re éd. 1997), 985 p. [détail de l’édition] (ISBN 2081235331)
- Boris Souvarine, Sur Lénine, Trotski et Staline (1978-79), entretiens avec Branko Lazitch et Michel Heller. Précédé de Boris par Michel Heller, éditions Allia, 1990. Nouvelle édition précédée de La Controverse sur Lénine, la révolution et l'histoire par Michel Heller, Paris, Allia, 2007

## Archives
- Inventaire du fonds d'archives de Michel Heller conservé à La contemporaine.